# Classe Sverdlov
La classe Sverdlov (progetto 68B), derivata dalla precedente classe Chapayev di progettazione prebellica, era un tipo di incrociatore di modello convenzionale, con artiglieria numerosa ma nessuna concessione a soluzioni innovative. Gli Sverdlov erano navi molto grandi e potenti, con uno scafo lunghissimo ed elevata velocità.

## Costruzione
Questi incrociatori avevano uno scafo di elevata finezza, con una velocità assai alta (32,5 nodi) data da 2 turboriduttori a vapore su 2 assi, da ben 110.000 hp, dotati ciascuno di gruppi di bruciatori collegati ad un fumaiolo di largo diametro e robusta fattura.
Le caratteristiche essenziali erano quelle di grande un incrociatore leggero della fine della seconda guerra mondiale: armamento da 152 mm, protezione verticale ed orizzontale adeguate contro proiettili di questo calibro, numeroso armamento antiaereo e 10 tubi lanciasiluri antinave la cui inutilità era stata generalmente riconosciuta già nel 1945.
L'armamento principale consisteva in 12 cannoni da 152 mm in 4 torri trinate, 2 a prua e 2 a poppa, capaci di oltre 24 km di gittata e di 10 colpi al minuto come massima cadenza, che potevano essere usati come armi antiaeree per il solo fuoco di sbarramento. Il loro radar di tiro era sistemato direttamente sopra le torri, anche se solo una di ciascuna coppia l'aveva. 
L'armamento secondario consisteva in 12 cannoni da 100 mm, in 6 torri binate, con funzione di armi antiaeree e di superficie, su un raggio di circa 15 km e con una cadenza di 15 colpi per minuto. Armi minori erano previste, e sono state costituite da vari numeri di torri binate automatiche da 30 o 37 mm (fino a 32, dipendente dall'aggiornamento).
Per ciò che concerne l'elettronica, a parte i radar e le apparecchiature aggiuntive per le navi ‘speciali’, la dotazione standard era:
- un radar di scoperta aerea 'Big Net' o successivo, 'High Sieve', 'Knife rest', 'Slim net';
- 4 radar di scoperta aerea, per le varie esigenze, anche se di vecchia tecnologia, rappresentavano un valore piuttosto interessante, sistemati per lo più sui 2 alberi davanti ai fumaioli;
- 2 radar di navigazione;
- 2 radar 'Sun visor' per il controllo del fuoco dei cannoni;
- 2 radar 'Top Bow' per i cannoni da 152;
- 8 radar 'Egg Cup' per i 100 mm. Spesso questi ultimi sono stati rimossi per far spazio a torrette da 30 mm e radar di tiro 'Drum Tilt', con una migliore reattività contro minacce da basse quote, ma non v'è dubbio che la dotazione di radar fosse più che adeguata per sfruttare le potenzialità delle artiglierie presenti;
- radiocomunicazioni varie e un sistema ECM 'Watch dog' per la difesa da minacce elettroniche.

## Servizio
Il progetto originario era di costruire 24 di questi incrociatori leggeri, ma solo 21 scafi vennero impostati, 18 varati e 14 completati fra il 1952 ed il 1955.

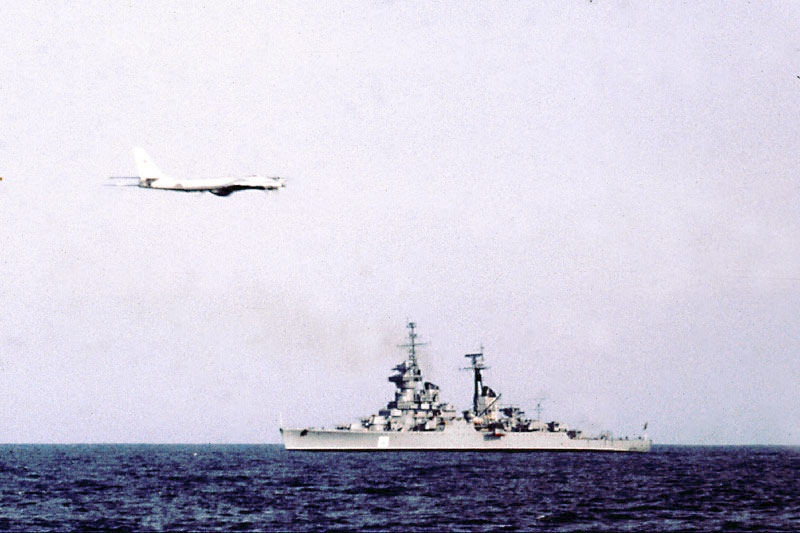
Un Tu-95 Bear sorvola un incrociatore ‘Sverdlov’ nell'aprile 1975

Delle 14 navi completate, l'Ordžonikidze, venne venduto all'Indonesia di Sukarno nel 1962 e ribattezzato Irian. Esso non trovò molto impiego, specie dopo la salita al potere del filo-occidentale Suharto nel 1966 che portò alla mancanza di ricambi, e venne demolito 10 anni dopo a Taiwan.
Due navi vennero convertite in unità lanciamissili nel primo periodo della loro vita.
La prima conversione fu fatta in funzione antinave: nel 1957 l'Admiral Nakimov ebbe lanciatori per missili SSM SS-N-1 antinave in sostituzione delle torri prodiere, ma venne demolito, per ragioni non chiare, già nel 1961, prima unità ad esserlo.
La seconda fu fatta in funzione antiaerea: nel 1960-1962 il Dzeržinskij ricevette un sistema SA-N 2 derivato dal SA-2 (S-75) dell'esercito, con una rampa binata al posto della torre X (la sopraelevata poppiera) ma con una dotazione di solo otto missili. L'idea era di provvedere alla copertura d'area della flotta sovietica con missili a lungo raggio, ma incappò in problemi tecnici irrisolvibili per la tecnologia dell'epoca, dato l'impegnativo ambiente navale in cui armi e sensori erano chiamati ad operare. L'incrociatore passò quindi in riserva e lo scotto fu tale che da allora i sovietici rinunciarono a prescindere ai sistemi di difesa aerea d'area, ovvero non dedicati a proteggere solo le navi che li imbarcavano. In seguito questo concetto venne infatti rifiutato anche quando le tecnologie l'avrebbero permesso e la strategia rimase quella dell’"ognuno per sé", con ogni nave che doveva provvedere alla propria difesa aerea.
Degli altri undici, due vennero trasformati in navi comando all'inizio degli anni settanta, grazie alla disponibilità di grandi volumi interni: lo Ždanov divenne nave ammiraglia della Flotta del Mar Nero e l'Admiral Senyavin: della Flotta del Pacifico. Entrambi ebbero un armamento migliorato contro bersagli aerei, con la rimozione di una o due torri, con una rampa di SA-N 4 con 18 missili e cannoni aggiuntivi da 30 mm con radar 'Drum Tilt'.

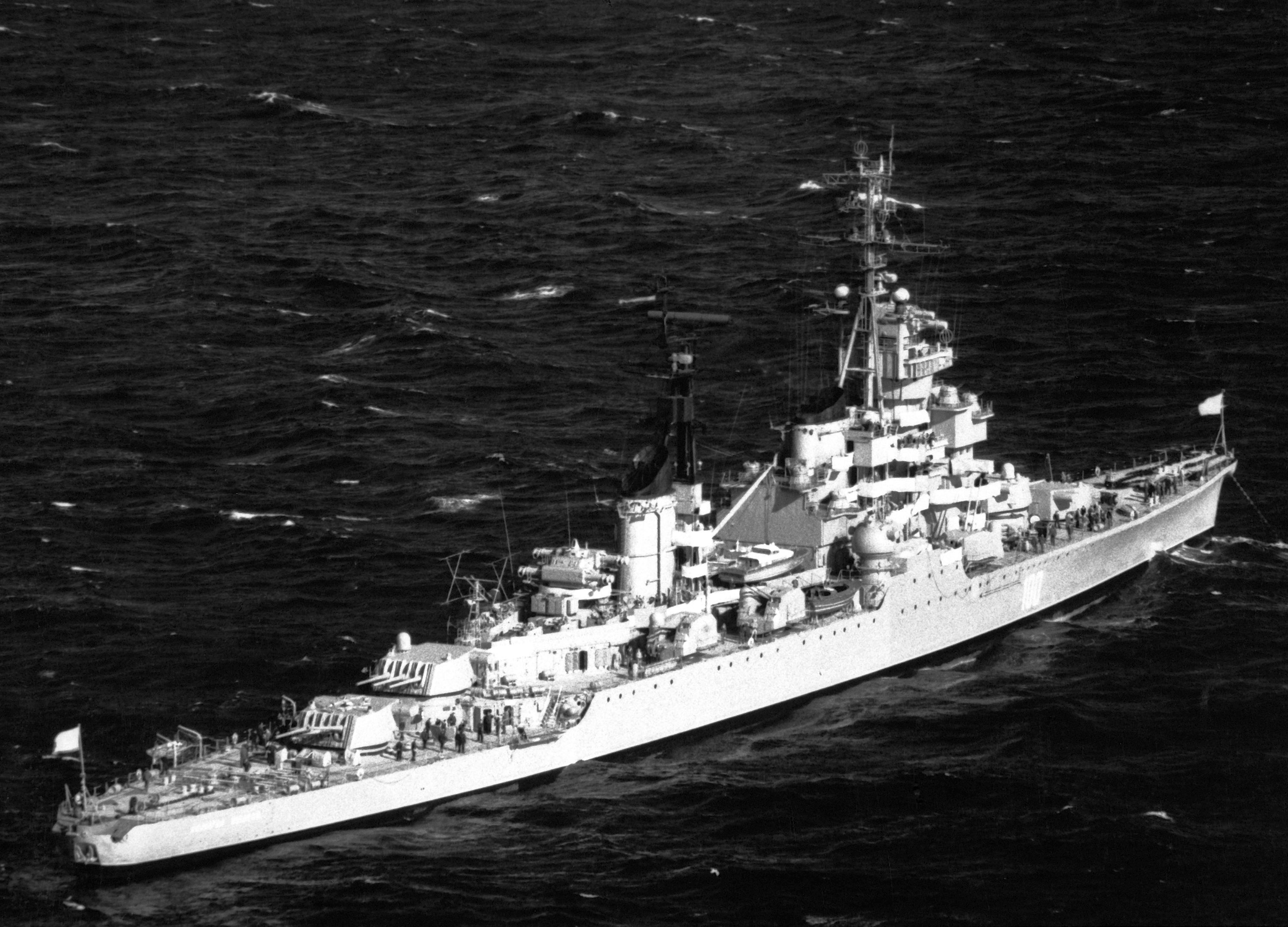
Un'altra unità della classe ritratta nel 1981

Quindi solo nove unità sovietiche rimasero incrociatori convenzionali, destinati specialmente al supporto di sbarchi anfibi, sebbene avessero solo una limitata capacità di difesa da attacchi moderni; esse vennero ripartiti fra le quattro flotte del Pacifico (quattro), dell'Artico (Atlantico) (due), del mar Nero (due) e del Baltico (uno).
Alla fine degli anni ottanta quasi tutte queste 11 unità erano state relegate nella riserva o radiate, se non già demolite. La demolizione è stata completata nel decennio seguente, fatta eccezione per il Mikhail Kutuzov che è attualmente conservato come nave museo a Novorossiysk.

## Valutazione
Fu l'ultima classe di incrociatori convenzionali del mondo, che nella seconda guerra mondiale sarebbero stati classificati come incrociatori leggeri in termini di calibro dei cannoni e come navi pesanti viste le dimensioni ed il dislocamento, non dissimilmente dalle classi Cleveland e Worcester dell'US Navy.
Sebbene costituita da navi evolute e potenti (almeno per l'epoca precedente al missile ed all'aereo a reazione), era tuttavia una sorta di dinosauro per il periodo di servizio che le aspettava: è vero che nel 1955 non vi erano ancora classi di incrociatori missilistici né missili efficienti, ma presto ne sarebbero arrivati, perché il futuro sarebbe stato loro. Kruscev fermò la costruzione di queste ed altre classi di navi 'tutte cannoni', che non si potevano dimostrare adeguate nel nuovo contesto. In particolare, egli definì gli Sverdlov "buoni solo per portare in visita di cortesia i capi politici".
Si noti, fra l'altro, che l'US Navy preferì tenere in servizio gli incrociatori pesanti (con cannoni da 203 mm) per l'appoggio di fuoco agli sbarchi, escludendo i due Worcester che rappresentavano l'evoluzione finale dell'incrociatore leggero americano classico con 12 cannoni da 152 mm a doppio scopo AA/AN (almeno contro gli aerei del 1945).
Negli anni sessanta si tentò di valorizzarne due con armi missilistiche, fallendo per l'inadeguatezza della tecnologia disponibile all'epoca e della limitata attitudine delle navi convenzionali a questo tipo di ammodernamento. Tuttavia erano molte, grandi e costose, pertanto i sovietici continuarono a cercare di valorizzarle come poterono, in particolare trasformandone due in navi comando. Una vera rivalutazione sarebbe stata possibile negli anni ottanta, ad esempio installando 4-8 CIWS antimissile da 30 mm (piuttosto che torri binate vere e proprie AK230), 4-8 lanciamissili SSN-9/12 e 2-4 lanciamissili SA-N 4 (effettivamente installati sulle unità comando, assieme a un elicottero Kamov Ka-25). Il ricordo dei primi fallimenti e la necessità di navi di nuova costruzione lasciarono evidentemente cadere i tentativi in merito, per cui gli 'Sverdlov', ormai molto vulnerabili alle minacce moderne, rimasero utili solo come navi comando e per l'appoggio anfibio, grazie alle loro batterie d'artiglieria numerose e potenti. È pur vero che le corazzate americane "Iowa", sebbene ancora più vecchie, vennero utilmente aggiornate negli anni ottanta, ma con un dislocamento triplo avevano ben maggiori capacità di sopravvivenza e potevano montare sistemi d'arma che ne facevano potenti proiettori di potenza in settori lontani ed esposti a minacce secondarie (necessità probabilmente non sentita dalla marina sovietica).

## Unità costruite
Complessivamente venne decisa la costruzione di almeno 24 unità, ma la morte di Stalin (1953) prima rallentò e poi ridimensionò il programma. La fine ufficiale dei lavori (apparentemente sospesi da tempo) è il 9 febbraio 1959, quando tre unità erano ancora da impostare, tre solo impostate e quattro già varate ma ancora incomplete. Queste sono le informazioni di base sulle 21 unità che appaiono impostate ed aver ricevuto un nome.
- Sverdlov: entrato in servizio nel 1952, fu venduto per la demolizione nel 1990.
- Dzerzhinsky: entrato in servizio nel 1952, nel 1960 fu rimodernato con l'installazione di missili antiaerei SA-N-2. Venne demolito nel 1988.
- Ordzhonikidze: entrato in servizio nel 1952, fu venduto all'Indonesia nel 1962.
- Zhdanov: entrato in servizio nel 1952, fu convertito in nave comando nel 1971 e venduto per la demolizione nel 1991.
- Aleksandr Nevskiy: entrato in servizio nel 1952, fu radiato nel 1989[6].
- Admiral Nakhimov: entrato in servizio nel 1953, nel 1957 fu modificato come incrociatore missilistico (progetto 67EP). Venne radiato nel 1960 e demolito l'anno dopo.
- Admiral Ušakov: entrato in servizio nel 1953, fu posto in riserva nel 1983 e demolito nel 1987.
- Admiral Lasarev: entrato in servizio nel 1953, fu posto in riserva tra il 1962 ed il 1972. Tornato in servizio, venne revisionato tra il 1980 ed il 1986. Fu demolito nel 1991.
- Mikhail Kutuzov: entrato in servizio nel 1954, fu posto in riserva nel 1989. Attualmente conservato come nave museo.
- Alexandr Suvorov: entrato in servizio nel 1953, fu radiato nel 1989 e demolito nel 1991.
- Admiral Senyavin: entrato in servizio nel 1954, fu convertito in nave comando nel 1971 e radiato nel 1989.
- Dimitriy Pozharskiy: entrato in servizio nel 1954, fu radiato nel 1987 e demolito nel 1990.
- Oktjabr'skaja Revolucija (ex Molotovsk): entrato in servizio nel 1954, fu radiato nel 1987.
- Murmansk: entrato in servizio nel 1955, fu radiato nel 1992 e demolito nel 1994.
- Sherbacov: costruzione cancellata dopo il varo.
- Kronshtadt: costruzione cancellata dopo il varo.
- Tallinn: costruzione cancellata dopo il varo.
- Admiral Kornilov: costruzione cancellata dopo il varo.
- Varyag: costruzione cancellata prima del varo.
- Koz`ma Minin: costruzione cancellata prima del varo.
- Vladivostok (ex Dmitry Donskoy): costruzione cancellata prima del varo.